# Nicholas Hammond
Pour les articles homonymes, voir Hammond.
Nicholas Hammond est un acteur et scénariste américain, né le 15 mai 1950 à Washington D.C, District of Columbia, aux États-Unis.
Il est mondialement connu pour avoir été le premier acteur à incarner en chair et en os le super héros Peter Parker / Spider-Man à la télévision dans les années 1970.

## Biographie
En 2021 l'acteur s'est dit être déçu que personne ne l'ait appelé pour apparaître dans le film de l'Univers cinématographique Marvel Spider-Man: No Way Home de Jon Watts (2021), qui a Tom Holland comme acteur principal (dans le rôle de Spider-Man), et où l'on peut apercevoir aussi le retour des anciens interprètes de Spider-Man, Tobey Maguire et Andrew Garfield[réf. nécessaire].

## Filmographie

### Acteur

#### Cinéma
- 1963 : Sa Majesté des Mouches (Lord of the Flies) : Robert
- 1965 : La Mélodie du bonheur (The Sound of Music) : Friedrich von Trapp
- 1971 : Been Down So Long It Looks Like Up to Me : Byron Agneau
- 1972 : Alerte à la bombe (Skyjacked) : Peter Lindner
- 1973 : Superdad : Roger Rhinehurst
- 1983 : The Tempest (vidéo) : Ferdinand
- 1988 : Cobra Nero 2 : Lt. Kevin McCall
- 1989 : Emerald City de Michael Jenkins : Ian Wall
- 1993 : Frauds : Detective Simms
- 1997 : Paradise Road : Marty Merritt
- 2001 : Crocodile Dundee 3 (Crocodile Dundee in Los Angeles) : Curator
- 2003 : The Rage in Placid Lake : Bill Taylor
- 2005 : The Saviour : Pastor
- 2005 : Furtif (Stealth) : Executive Officer
- 2019 : Once Upon a Time in Hollywood de Quentin Tarantino : Sam Wanamaker

#### Télévision
- 1971 : Mr. and Mrs. Bo Jo Jones : Evan Clark
- 1973 : Outrage : Ron Werner
- 1974 : Double Solitaire : Peter
- 1974 : Sorority Kill
- 1976 : Le Riche et le Pauvre (Rich Man, Poor Man) (feuilleton TV) : Walters
- 1976 : Law of the Land : Brad Jensen
- 1977 : L'Homme araignée (Spider-Man) de E. W. Swackhamer : Peter Parker / Spider-Man
- 1977-1979 : The Amazing Spider-Man (série TV) : Peter Parker / Spider-Man
- 1977-1978 : L'âge de cristal (épisode 9 Opération Judas) : Joseph 8 / Hal 14
- 1978 : La Riposte de l'homme-araignée (Spider-Man Strikes Back) de Ron Satlof : Peter Parker / Spider-Man
- 1979 : Spider-Man défie le Dragon (Spider-Man: The Dragon's Challenge) de Ron Satlof : Peter Parker / Spider-Man
- 1980 : The Martian Chronicles (feuilleton TV) : Capt. Arthur Black
- 1981 : The Manions of America (feuilleton TV) : Sean O'Manion / Padric O'Manion
- 1982 : The Adventures of Pollyanna : Reverend Tull
- 1985 : Hôpital central (General Hospital) (série TV) : Algernon Durban
- 1986 : The Challenge (feuilleton TV) : Dennis Conner
- 1986 : Cyclone Tracy (en) (feuilleton TV) : Harry
- 1989 : Trouble in Paradise : Arthur
- 1990 : Beyond My Reach : Steven Schaffer
- 1992 : Frankie's House : Major Frey
- 1993 : Irresistible Force : Lieutenant Nash
- 1993 : The Feds: Terror : Milton Morehouse
- 1995 : Au-delà du miroir (en) (Mirror, Mirror) (feuilleton TV) : Sir Ivor Creevey-Thorne
- 1996 : Mercury (série TV) : Jack Koper
- 1997 : Vingt mille lieues sous les mers (20,000 Leagues Under the Sea) : Saxon
- 1998 : Les Traces du mal (13 Gantry Row) : Russell
- 1999 : Secret Men's Business
- 2000 : USS Charleston, dernière chance pour l'humanité (On the Beach) : U.S. President
- 2001 : Shirley Temple : La Naissance d'une star (Child Star: The Shirley Temple Story) : Adolphe Menjou
- 2004 : Salem ('Salem's Lot)
- 2005 : Dynasty: The Making of a Guilty Pleasure : Aaron Spelling
- 2009-2011 : The Jesters : Agent Smith
- 2018 : Les Petites robes noires (Ladies in Black) de Bruce Beresford : Mr. Ryder

### Scénariste
- 1998 : A Difficult Woman (feuilleton TV)
- 2002 : Secret Men's Business (feuilleton TV)